# بنجامين فرانكلين كينغ جونيور
بنجامين فرانكلين كينغ جونيور (بالإنجليزية: Benjamin Franklin King, Jr.)‏ هو شاعر أمريكي، ولد في 17 مارس 1857، وتوفي في 1894.